# El halcón y la presa
El halcón y la presa es un film de 1967 dirigido por Sergio Sollima, y perteneciente al subgénero del spaghetti western. Supone la primera película de las dos protagonizadas por Tomás Milián en el papel de Cuchillo. La siguiente es Corre, Cuchillo, corre.

## Argumento
El sheriff Jonathan Corbett (Lee Van Cleef) abandona su puesto para perseguir a un joven mexicano llamado "Cuchillo" (Tomás Milián), acusado de violar a una niña de doce años. Es un joven rápido con el cuchillo y difícil de capturar, por lo que su persecución es larga y complicada, aunque según transcurre la caza de este forajido, se va dando cuenta de que quien violó a la niña no fue "Cuchillo", sino un rico hacendado americano.

## Producción y rodaje
La película El halcón y la presa, como otros spaghetti western, se filmó en diverso lugares de España, entre ellos: Almería y la Sierra del Guadarrama.